# Châteauneuf-le-Rouge
Châteauneuf-le-Rouge è un comune francese di 2 177 abitanti situato nel dipartimento delle Bocche del Rodano della regione della Provenza-Alpi-Costa Azzurra.

## Società

### Evoluzione demografica
Abitanti censiti